# Тиннерхольм, Антон
Антон Ларс Тиннерхольм (швед. Anton Lars Tinnerholm; 26 февраля 1991, Линчёпинг, Швеция) — шведский футболист, защитник клуба «Мальмё». Выступал за сборную Швеции.

## Клубная карьера

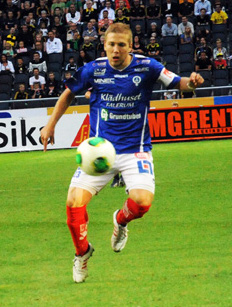
Тиннерхольм в составе «Отвидаберга»

Тиннерхольм начал карьеру, выступая за малоизвестные команды в региональной лиге. В 2008 году его пригласили на просмотр в клуб из Суперэттана «Отвидабрег». 23 апреля 2009 года в матче против «Юнгшиле» Антон дебютировал на профессиональном уровне. По окончании сезона «Отвидаберг» вышел в элиту. 28 марта 2010 года в поединке против «Хальмстада» Тиннерхольм дебютировал в Алльсвенскане. Из-за высокой конкуренции в высшем дивизионе Антон сыграл всего в двух матчах. По итогам сезона команда вновь вылетела в Суперэттан. 26 мая 2011 года в поединке против «Юнгшиле» Тиннерхольм забил свой первый гол за клуб. Он помог команде вернуться в элиту и стал её основным защитником.
11 июля 2014 года Тиннерхольм перешёл в «Мальмё», подписав 3,5-летний контракт, в качестве замены чилийца Миико Альборноса, который после чемпионата мира перешёл в «Ганновер 96». 19 июля в матче против «Кальмара» он дебютировал за новый клуб. 1 ноября в поединке против своего бывшего клуба «Отвидаберг» он забил свой первый гол за «Мальмё». В 2014 году Антон стал чемпионом и обладателем Суперкубка Швеции. В 2016 году он во второй раз стал чемпионом страны.
13 декабря 2017 года Тиннерхольм перешёл как свободный агент в клуб MLS «Нью-Йорк Сити». В американской лиге он дебютировал 4 марта 2018 года в матче стартового тура сезона против «Спортинга Канзас-Сити». 11 марта в поединке против «Лос-Анджелес Гэлакси» Антон забил свой первый гол за «Нью-Йорк Сити». В феврале 2019 года Тиннерхольм получил грин-карту и в MLS перестал считаться иностранным игроком. 5 сентября 2019 года Тиннерхольм подписал новый многолетний контракт с «Нью-Йорк Сити». По итогам сезона 2020 он был признан самым ценным игроком клуба. 3 октября 2021 года в матче против «Нэшвилла» Тиннерхольм получил разрыв ахиллова сухожилия, из-за чего пропустил более восьми месяцев.
14 ноября 2022 года Тиннерхольм на правах свободного агента вернулся в «Мальмё», подписав четырёхлетний контракт.

## Международная карьера
15 января 2015 года в товарищеском матче против сборной Кот-д’Ивуара Антон дебютировал за сборную Швеции, заменив во втором тайме Юхана Эльмандера.

## Достижения
Командные
 «Мальмё»
- Чемпион Швеции: 2014, 2016, 2017
- Обладатель Суперкубка Швеции: 2014

 «Нью-Йорк Сити»
- Чемпион MLS (обладатель Кубка MLS): 2021